# Synagoge Wehrheim

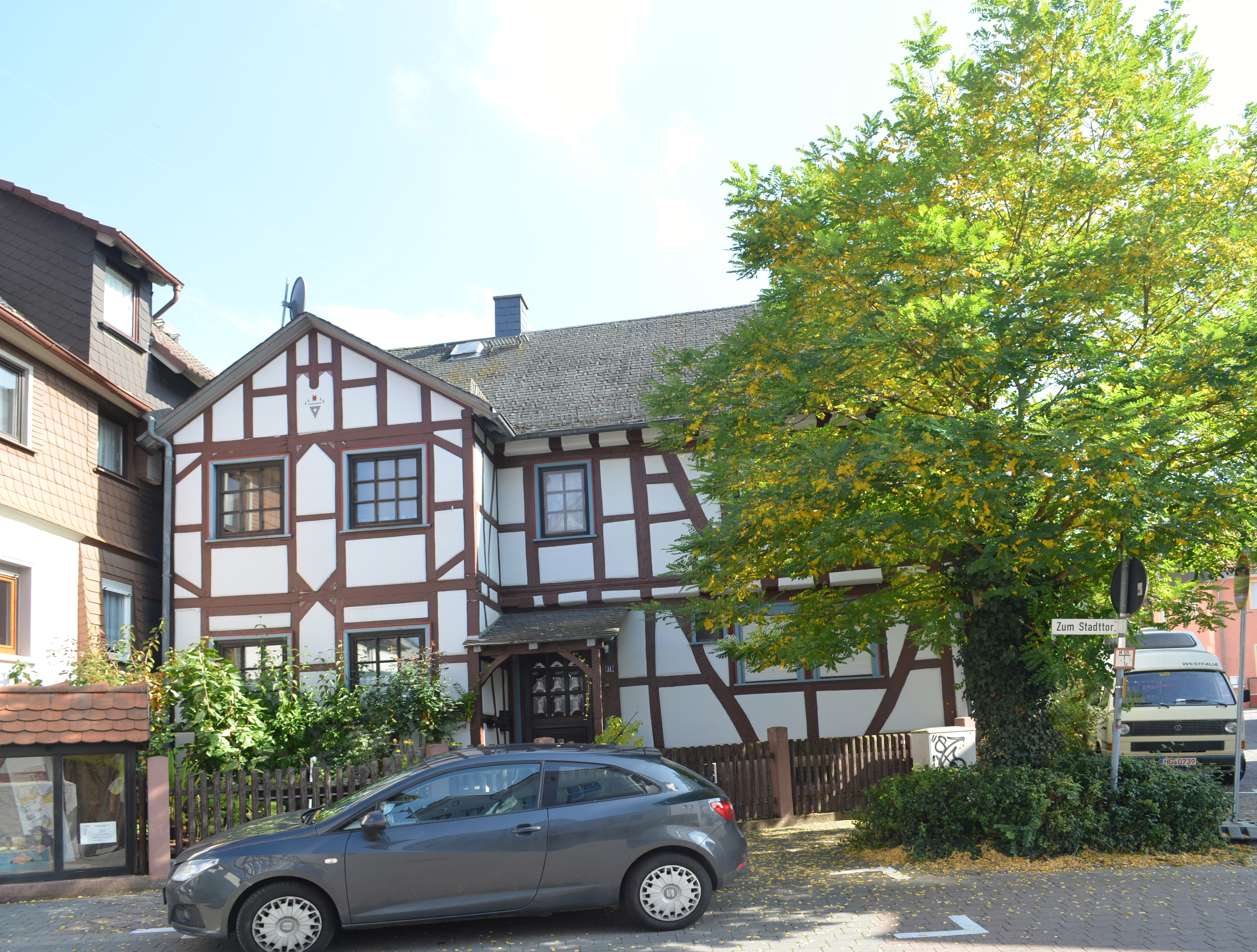
Wehrheim, Zum Stadttor 11, ehemalige Synagoge

Die Synagoge in Wehrheim wurde 1856 eingeweiht und dient heute als Privathaus. Sie steht aus geschichtlichen Gründen unter Denkmalschutz.
1662 wurde erstmals eine jüdische Gemeinde Wehrheims erwähnt. Diese verfügte spätestens seit dem 18. Jahrhundert über eine Synagoge, die in einem Haus an der Hauptstraße und, wie es heißt, in einer schlichten Kammer untergebracht war. Im gleichen Haus befand sich wohl auch eines der drei in Wehrheim bezeugten Ritualbäder.
Der Vorsteher der jüdischen Gemeinde, Samuel Hirsch, baute 1845 die neue Synagoge in der Untergasse (heute: Zum Stadttor) mit der laufenden Nummer 222. Das giebelständig zur Straße vortretende Fachwerkhaus enthielt einen Betsaal mit Empore und ein Nebengebäude von 14 mal 10 Fuß, in dem die Familie Hirsch wohnte. 1858 erfolgte die Einweihung der Synagoge.
In der Zeit des Nationalsozialismus endete die jüdische Gemeinde Wehrheim. Bei den Novemberpogromen 1938 lebten schon keine Juden mehr in Wehrheim, die ehemalige Synagoge war daher nicht betroffen. An die ehemalige Nutzung des Hauses erinnert heute nur noch ein kleines Kellerfenster mit doppeltem Davidstern.